# President Manuel A. Roxas
Pres. Manuel A. Roxas ist eine philippinische Stadtgemeinde in der Provinz Zamboanga del Norte. Sie hat 39.323 Einwohner (Zensus 1. August 2015).

## Baranggays
Pres. Manuel A. Roxas ist politisch in 31 Baranggays unterteilt.
- Balubo
- Banbanan
- Canibongan
- Capase
- Cape
- Denoman
- Dohinob
- Galokso
- Gubat
- Irasan
- Labakid
- Langatian
- Lipakan
- Marupay
- Moliton
- Nabilid
- Panampalay
- Pangologon
- Piao
- Piñalan
- Piñamar
- Pongolan
- Salisig
- Sebod
- Sibatog
- Situbo
- Tanayan
- Tantingon
- Upper Irasan
- Upper Minang
- Villahermoso